# Bo Friis
Bo Friis (født 6. september 1968) er en dansk konsulent, tidligere særlig rådgiver, tidligere folketingskandidat for Det Konservative Folkeparti og tidligere formand for Konservativ Ungdom.
Bo Friis var landsformand for Konservativ Ungdom fra 1990 til 1992. Efter at have været folketingskandidat i Søndre Storkreds, var han fra 28. oktober 1991 til 1. december 1991 midlertidigt medlem af Folketinget idet Agnete Laustsen var fraværende i perioden.
Han arbejdede i slutningen af 1990'erne som politisk assistent for daværende folketingsmedlem Jens Heimburger og arbejdede sidenhen arbejdet i konsulentvirksomheden Gunbak. Da der i 1990'erne var fløjkrig i Det Konservative Folkeparti, spillede Bo Friis en aktiv rolle.
2010-2011 var han særlig rådgiver for socialminister Benedikte Kiær.